# Habas con jamón

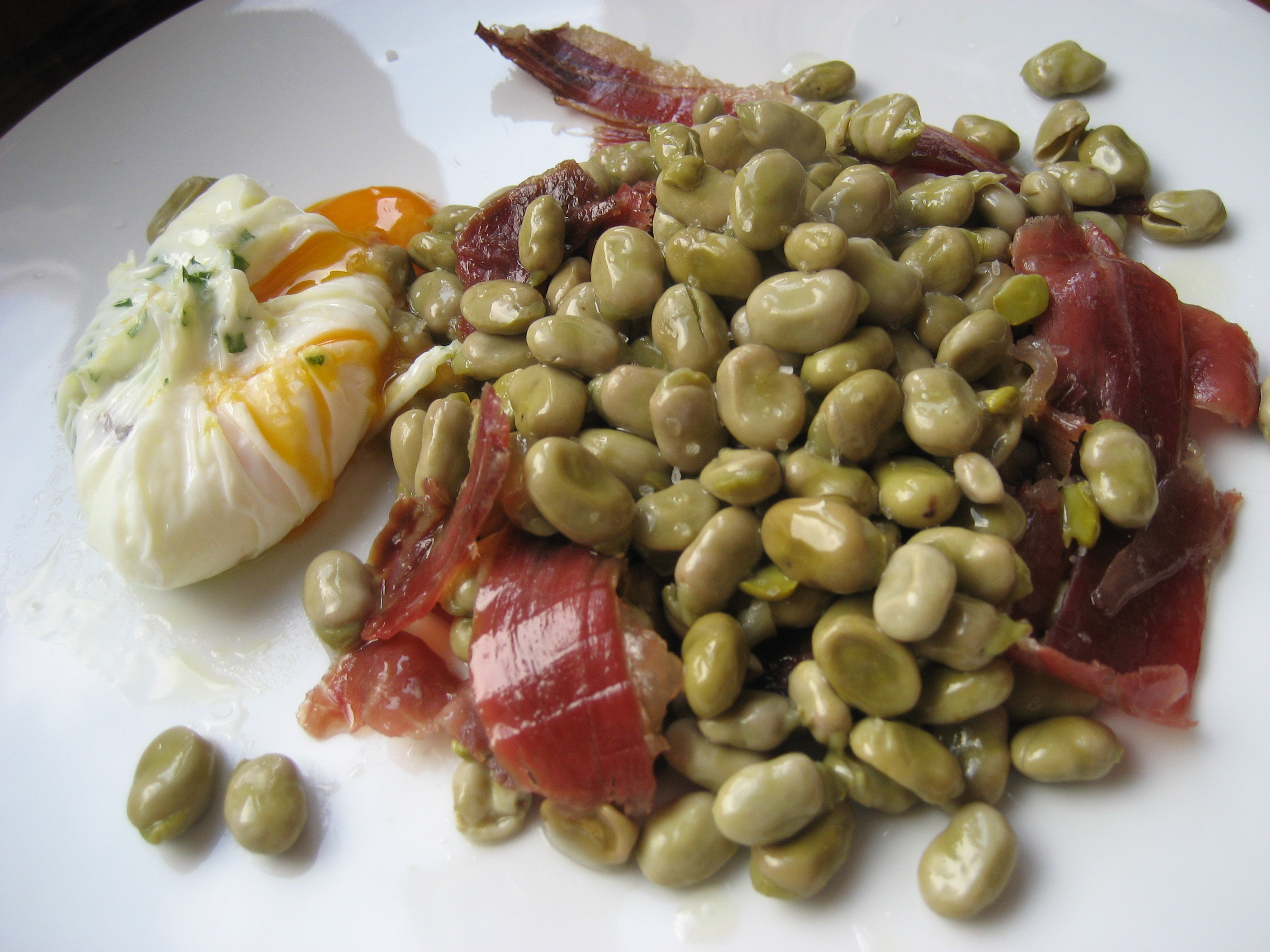
Habas con jamón con flor de huevo.

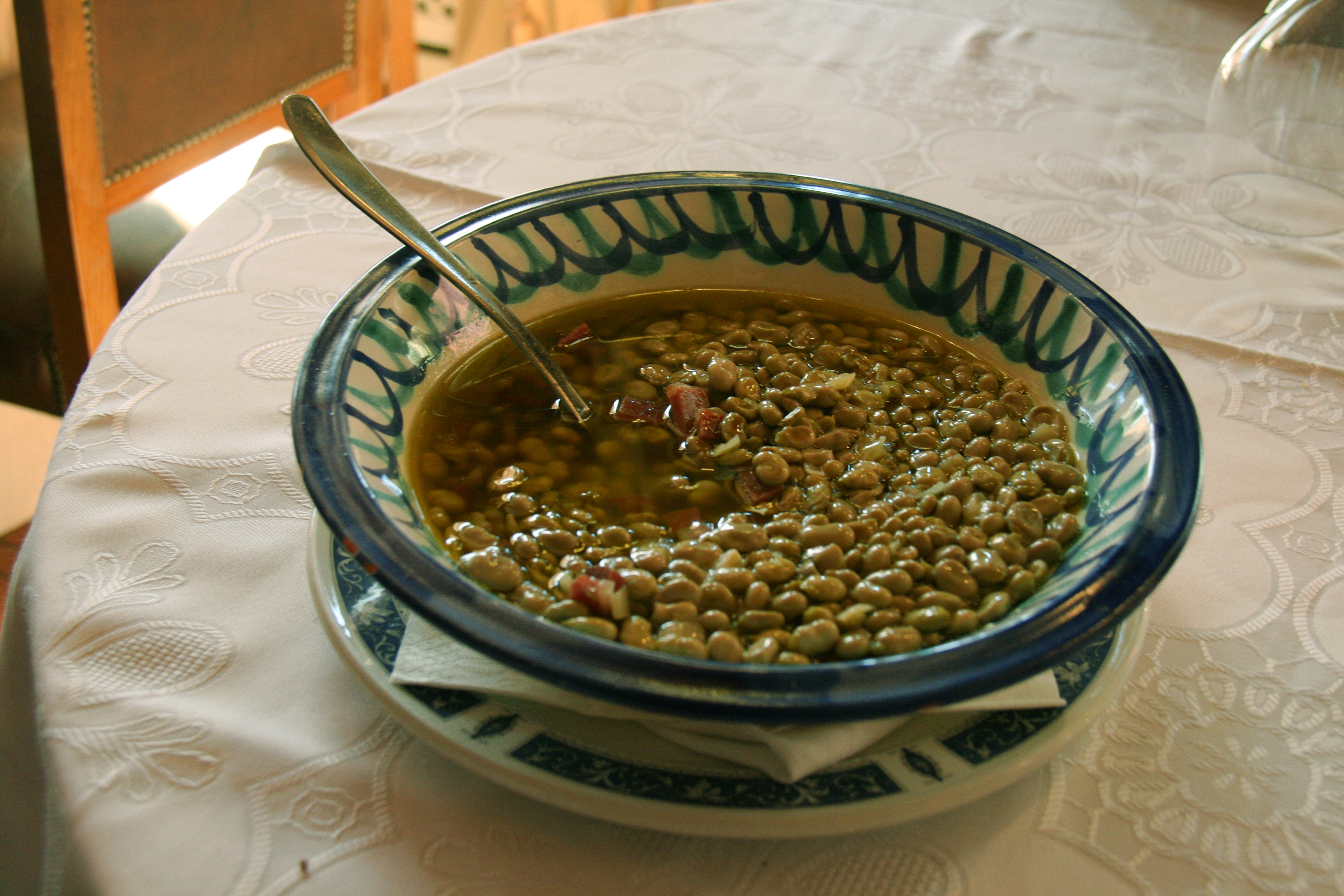
Habas con jamón en cerámica de Fajalauza, típica loza granadina.

Las habas con jamón (denominado también como habitas con jamón) es un guiso típico de la cocina granadina (Granada). Suele servirse caliente, a veces acompañado de uno o dos huevos por comensal.

## Características
Se trata de unas habas verdes, generalmente frescas y de pequeño tamaño que se guisan en aceite de oliva acompañadas de unas tiras de jamón (en algunas ocasiones se emplea un jamón de Trevélez). Se elabora igualmente con tomate, comino y pimienta.  Es un plato que se sirve caliente (generalmente acompañado de un plato de huevo: huevo revuelto o una tortilla) y que debe comerse en poco tiempo para que las habitas no queden aceitosas. Esta preparación, aunque tradicionalmente granadina, puede encontrarse en otros lugares de Andalucía.